# Hero Tales
Hero Tales (яп. 獣神演武 дзю:син эмбу) — японская манга, опубликованная по частям сначала в журнале Gangan Powered издательства Square Enix, а после его закрытия в Monthly Shonen Gangan. Автором оригинальной истории является Хуан Цзинь Чжоу, а Хирому Аракава нарисовала иллюстрации. Сюжет этой истории выполнен в жанре уся, китайских драм и романов. Основа вселенной сериала коренится в китайском фольклоре и истории, а также имеет некоторые элементы фэнтези.

## Сюжет
Тайто, молодой человек, который ненавидит империю, что правит в этот период времени, вместе с его сестрой Лайлой узнают о таинственной силе, которой владеет Тайто, но не может контролировать. Он является воплощением таинственной звезды, которая предоставляет ему огромное количество энергии, которую ему необходимо освоить. К ним присоединяется Рюко, имеющий похожую способность, только с более отточенным мастерством. Вместе им необходимо спасти империю от разрухи.

## Сюжет в аниме
В аниме Сёгун Кейро под покрытием украл меч Кенкаранпу из храма Тянь Луна. При этом он уничтожает десятки аскетических монахов, которые жили своими обетом защитить храм, но с Кейро сталкивается отважный Тайто, хагун, который пообещал отомстить за своих друзей.

## Саундтрек
Открывающие темы
«Winterlong» — BEAT CRUSADERS
«Flashback» — HIGH and MIGHTY COLOR
Закрывающие темы
«Kakegae no nai Hito e (かけがえのない人へ)» — Mai Hoshimura
Komorebi no Uta — HIGH and MIGHTY COLOR